# Campionati europei di ciclismo su strada 2011 - Cronometro femminile Under-23
La cronometro femminile Under-23 dei Campionati europei di ciclismo su strada 2011 si è svolta il 14 luglio 2011 in Italia, con partenza da Acquaviva Picena ed arrivo ad Offida, su un percorso totale di 25 km. La medaglia d'oro è stata vinta dalla francese Mélodie Lesueur con il tempo di 39'15" alla media di 38,21 km/h, l'argento alla russa Larisa Pankova e a completare il podio la lituana Katažina Sosna.
Partenza con 23 cicliste, delle quali 22 completarono la gara.

## Classifica (Top 10)
| Pos. | Corridore            | Squadra     | Tempo   |
| ---- | -------------------- | ----------- | ------- |
| 1    | Mélodie Lesueur      | Francia     | 39'15"  |
| 2    | Larisa Pankova       | Russia      | a 39"   |
| 3    | Katažina Sosna       | Lituania    | a 50"   |
| 4    | Doris Schweizer      | Svizzera    | a 1'01" |
| 5    | Audrey Cordon-Ragot  | Francia     | a 1'03" |
| 6    | Paula Gorycka        | Polonia     | a 1'05" |
| 7    | Alena Amjaljusik     | Bielorussia | a 1'06" |
| 8    | Elisa Longo Borghini | Italia      | a 1'10" |
| 9    | Lucinda Brand        | Paesi Bassi | a 1'16" |
| 10   | Tetyana Riabchenko   | Ucraina     | a 1'20" |